# Vela Jiménez

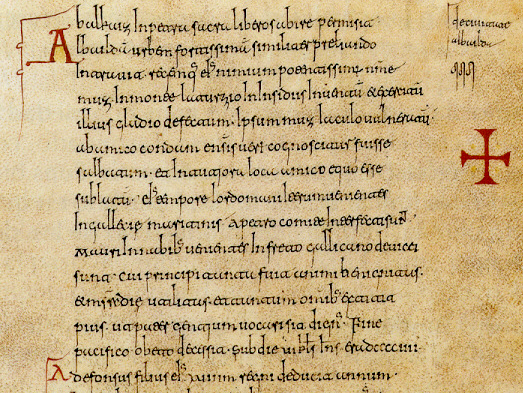
Folio 241 del manuscrito de la Crónica albeldense

Vela Jiménez, también Vigila Scemeniz,  está documentado en dos ocasiones como conde en Álava entre 882 y 883 en la Crónica albeldense, redactada en 881 con dos largos párrafos añadidos posteriormente relatando los acontecimientos de los años 882 y 883.  Existe una referencia anterior de otro conde alavés llamado Eylo que se rebeló alrededor de 868 y fue derrotado por el rey Alfonso III de Asturias y llevado después a Oviedo en cadenas. Sin embargo, son más precisas las referencias del conde Vela quien sería la cabeza principal de su linaje.

## Orígenes
Se le supone perteneciente a la familia real de Pamplona y miembro de la Dinastía Jimena así como pariente alavés del rey Alfonso III de Asturias y quizás su cuñado. Sin embargo, no existe prueba documental alguna para apoyar tal parentesco.

## Conde en Álava
Según relata la Crónica de Alfonso III, después de conquistar el rey Alfonso I de Asturias (m. en 757)  los castillos, villas y aldeas en territorios en la cuenca del Duero controlados por los musulmánes, los cristianos que ahí vivían fueron trasladados y poblaron otras comarcas:  

Por este tiempo se pueblan Asturias, Primorias, Liébana, Trasmiera, Sopuerta, Carranza y las Bardulias, que ahora se llaman Castilla, y la parte marítima de Galicia…

y se menciona a continuación otras tierras como:

... Álava, Vizcaya, Alaón y Orduña, que siempre estuvieron en manos de sus pobladores, del mismo modo que Pamplona, Deyo y Berrueza.

Un siglo más tarde,  el conde Rodrigo (m. en 873) gobernaba el condado de Castilla por mandato del rey Ordoño I de Asturias y, según las fuentes, todo apunta a que la autoridad del conde castellano, y después la de su hijo Diego, abarcaba también parte de las tierras alavesas ya que hasta el año 882 no aparece ningún personaje con el título de conde de Álava.
El conde Vela figura en dos ocasiones en las crónicas, en 882 y en 883, a cargo del gobierno de Álava:Vigila Scemeniz erat tunc comes in Alaba   En 882, mientras que el conde Diego Rodríguez defendía el desfiladero de Pancorbo, el conde Vela se ocupó de la defensa del condado alavés teniendo como punto fuerte la fortaleza de Cellorigo, desde donde cerró el paso a las huestes musulmanas capitaneadas por Al-Mundir de Córdoba y las derrotó en la Batalla de Cellorigo.

## Descendencia

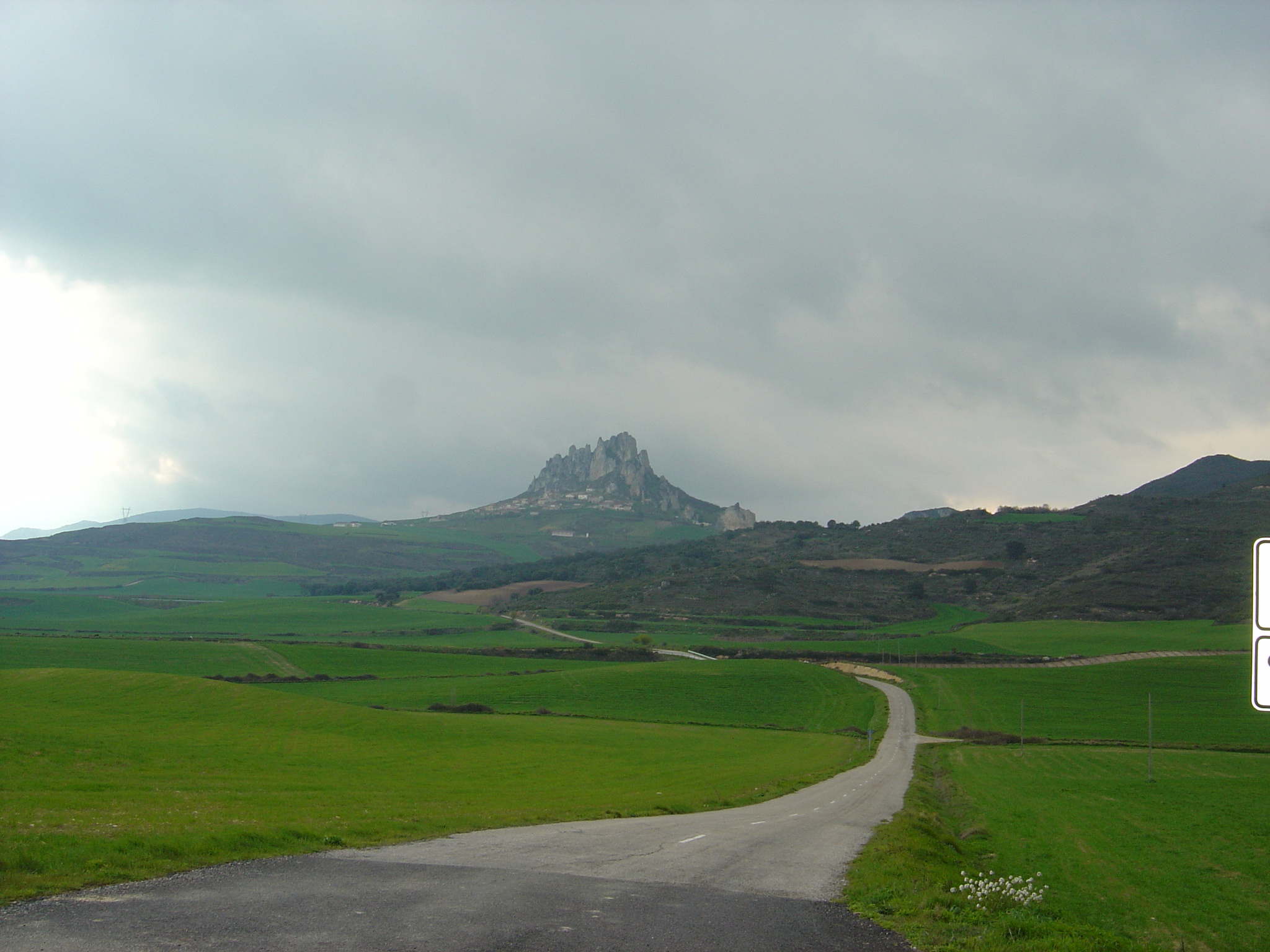
Vista de Cellorigo

Aunque no existe ningún documento que lo confirme, se supone que fue el padre de:
- Munio Vélaz, quien aparece desde 913 como conde en Álava y en 919 como Monnio Uigilazi in Alaba en los Cartularios de Valpuesta. Por su patronímico y su cargo, se asume que muy probablemente fue uno de los hijos del conde Vela.[10][3] También pudo ser el mismo que aparece en el Códice de Roda como el conde Momo Biscahiensis, es decir, conde en Vizcaya.[11]
- Nuño Vélaz.  El medievalista Jaime de Salazar y Acha opina que el conde Vela pudo ser el padre de un hijo llamado Nuño que, después de que los Vela (o Vélaz) descendientes del conde Vela Jiménez huyeran de Castilla por diferencias con el conde Fernán González, se estableció en el Reino de León, donde dejó una nutrida e ilustre descendencia. Esto explicaría, según el autor, los nombres de origen vasco de varios de sus descendientes. Este Nuño sería el padre de varios hijos, incluyendo a los condes  Vela Núñez, Bermudo Núñez, el primer conde de Cea, y Oveco Núñez, obispo de León.[12]

| Predecesor: Rodrigo | Conde de Álava c. 870-d.883 | Sucesor: Gonzalo Téllez |